# Błoto (województwo wielkopolskie)
Błoto – osada leśna w Polsce, położona w województwie wielkopolskim, w powiecie międzychodzkim, w gminie Sieraków.
Wchodzi w skład sołectwa Marianowo.
Do 2024 r. miejscowość była osadą leśną wsi Bucharzewo. W latach 1975–1998 osada administracyjnie należała do województwa poznańskiego.